# Mineral del Cubo
Mineral del Cubo är en ort i Mexiko.   Den ligger i kommunen Guanajuato och delstaten Guanajuato, i den centrala delen av landet, 280 km nordväst om huvudstaden Mexico City. Mineral del Cubo ligger 2 282 meter över havet och antalet invånare är 498.
Terrängen runt Mineral del Cubo är kuperad. Runt Mineral del Cubo är det ganska tätbefolkat, med 144 invånare per kvadratkilometer. Närmaste större samhälle är Guanajuato, 7,8 km väster om Mineral del Cubo. Trakten runt Mineral del Cubo består i huvudsak av gräsmarker.